# 西恩·克拉克
西恩·P·克拉克（英語：Sean P.Clark）是美國的男性電子遊戲設計師及程式員。

## 經歷
在進入LucasArts遊戲商後，西恩·克拉克起初擔任數款冒險遊戲的程式編輯員。之後西恩·克拉克首次擔任遊戲開發總監的作品，是1993年與麥克·施特姆勒一同將由史蒂夫·普賽爾所創作的漫畫《妙探闖通關》；所改編推出的冒險遊戲《妙探闖通關 大腳之謎》。而2000年西恩·克拉克與麥克·施特姆勒再次攜手，開發出LucasArt旗下《猴島小英雄》系列第四作《猴島小英雄 逃離猴島》。
在2002年時，西恩·克拉克原先計畫要推出先之前由提姆·謝弗所開發的1995年遊戲《極速天龍》之續作，但此計畫隨後遭LucasArts捨棄。在LucasArts已放棄經營冒險遊戲的情況下，2004年西恩·克拉克離開了LucasArts後；曾在美商藝電或Playdom等公司任職，之後則前往了Big Fish Games工作，繼續找尋開發冒險遊戲的機會。

## 參與作品
- 聖戰奇兵（1989年）：程式員
- 紗之器（1990年）：程式員
- 猴島的秘密（1990年）：程式員
- 亞特蘭提斯之謎（1992年）：助理設計師、程式員、劇本
- 妙探闖通關 大腳之謎（1993年）：遊戲總監、設計師、程式員
- 異星搜奇（1995年）：劇本、助理設計師
- 天空騎兵（1996年）：額外遊戲設計處理
- 猴島小英雄 逃離猴島（2000年）：遊戲總監、設計師、劇本